# Environmental Protection Agency
Environmental Protection Agency (EPA) er en uafhængig udøvende myndighed i USA's føderale statsmagt, der har til opgave at håndte miljøbeskyttelse. Præsident Richard Nixon foreslog den. 9 juli 1970 etableringen af EPA; det startede driften den. 2 december 1970, efter at Nixon havde underskrevet et præsidentielt dekret. Dekretet, der etablerede EPA, blev ratificeret ved udvalgshøringer i Repræsentanternes Hus og Senatet. Agenturet er under dets administrators ledelse, der udpeges af præsidenten og godkendes af senatet. Michael S. Regan er den nuværende administrator. EPA er departement under USA's regering, men administratorer bliver normalt tildelt en rang i regeringen.
EPA har sit hovedsæde i Washington, D.C., og regionale kontorer i hver af agenturets ti regioner og 27 laboratorier. Agenturet foretager miljøanalyser, forskning og uddannelse. Det har ansvaret for at opretholde og håndhæve nationale standarder i henhold til en række miljølove i samråd med statslige og lokale regeringer og stammestyre. Det delegerer noget af ansvaret for tilladelser, overvågning og håndhævelse til amerikanske stater og de føderalt anerkendte stammer. EPAs håndhævelsesbeføjelser omfatter bøder, sanktioner og andre tiltag og foranstaltninger. Agenturet samarbejder også med brancher og alle regeringsniveauer i en lang række frivillige programmer til energibesparelse og forebyggelse af forurening.
Agenturet havde i 2018 13758 ansatte. Mere end halvdelen af EPAs ansatte er ingeniører, forskere, og specialister inden for miljøbeskyttelse; andre ansatte omfatter juridisk bistand, offentlige anliggender, finans og informationsteknologer.
Mange folkesundheds- og miljøgrupper går ind for agenturet og mener, det skaber en bedre verden. Andre kritikere mener at agenturets overskrider statens beføjelser ved at pålægge virksomheds- og ejendomsejere unødvendige regler.
Valdas Adamkus, Litauens præsident (1998-2003 og 2004-2009) var regional direktør i EPA i 27 år, mens han boede i USA.